# پناهندگان بوتان

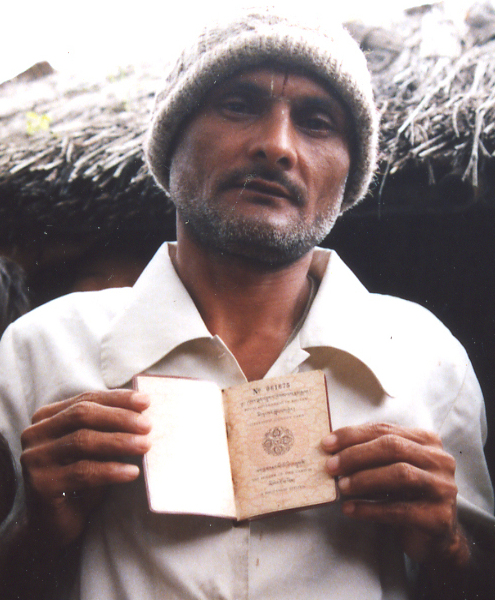
پناهندگان بوتان در اردوگاه بلدانگی

پناهندگان بوتان (انگلیسی: Bhutanese refugees) گروهی از مردم بوتان هستند که به زبان نپالی صحبت می‌کنند.
این پناهندگان در دهه ۱۹۹۰ در اردوگاه پناهندگان واقع در شرق نپال ثبت نام کرده‌اند.

## شرح
این پناهندگان به عنوان شهروندان بوتان در پی یک پاکسازی قومی که توسط (جیگمه سینگیه وانگچوک) پادشاه بوتان صورت گرفت، از بوتان اخراج شدند. همچنان‌که دو کشور نپال و بوتان هنوز هیچ‌گونه توافقی در مورد این پناهندگان امضاء نکرده‌اند، بسیاری از پناهندگان بوتانی از زمان ورودشان از طریق دفتر کمیساریای عالی سازمان ملل متحد برای پناهندگان به آمریکای شمالی، اقیانوسیه و اروپا رفته‌اند؛ و بسیاری از این پناهندگان مستقل از UNHCR به مناطق بنگال غربی یا آسام در هند مهاجرت کردند.

## تاریخچه
اولین حضور مردم نپال در استان بوتان به حدود ۱۶۲۰ میلادی برمی‌گردد، زمانی که «شابدرانگ نگواننگ نامجیال» با به‌کارگیری صنایع آنزمان در دره کاتماندو در نپال یک گنبد نقره ای ساخت تا خاکستر به جا مانده از پدرش «تمپا نیما» را در آنجا نگهداری کند. از آن پس، مردم نپال شروع به سکونت در مناطق غیر بومی جنوب بوتان کردند و جنوب به زودی منبع اصلی غذای کشور شد. با شکوفا شدن اقتصاد بوتان و به‌دنبال سیاست مقامات استعماری بریتانیا، تا سال ۱۹۳۰، بسیاری از جنوب تحت کشت و زراعت قرار گرفت و جمعیت نپالی آن قریب به ۶۰٬۰۰۰ نفر شد.
کنگره ایالت بوتان در سال ۱۹۵۲ تشکیل شد تا منافع مهاجران بوتان در هند و سایر جوامع آسیایی را دنبال کند. تلاش‌های این کنگره برای گسترش حمایت از بوتان با ساتیاگراها (جنبش مقاومت بدون خشونت) در سال ۱۹۵۴ شکل گرفت، جنبش کنگره ایالت بوتان از طریق اعطای امتیازات به اقلیت بوتان تلاش نمود تا اجازه نمایندگی آن را در مجلس ملی به ثبت دهد. کنگره ایالت بوتان همچنان در تبعید به فعالیت خود ادامه می‌دهد تا از بین رفت تدریجی پاکسازی قومی اوایل دهه ۱۹۶۰. رهبران تبعیدی نیز در سال ۱۹۶۹ عفو شده و مجاز به بازگشت شدند.

## اردوگاه‌های پناهندگی در نپال
طی دهه ۱۹۹۰ چندین هزار بوتانی در اردوگاه‌های پناهندگان (مجموع ۷ اردوگاه) در نپال که توسط کمیساریای عالی پناهندگان سازمان ملل متحد اداره می‌شود مستقر شدند. کمیساریای عالی پناهندگان سازمان ملل بیشترین تعداد ورودی را بین سال‌های ۱۹۹۰ تا۱۹۹۳ بر اساس اولویت بندی به رسمیت شناخت. تا سال ۱۹۹۶ جمعیت اردوگاه‌ها به مرز انفجاری ۱۰۰٫۰۰۰ نفر رسید و به ۱۰۷٫۰۰۰ نفر افزایش پیدا کرد.

## شرایط زندگی
شرایط اردوگاه‌ها به لحاظ بهداشتی پایین است و ابتلا به سوء تغذیه و بیماری‌هایی از جمله سرخک، اسکوربورد، سل، مالاریا، بیماری وبا، وجود دارد، این درحالی است که شرایط اردوگاه در بین سال‌های ۱۹۹۵ تا ۲۰۰۵ به‌طور قابل توجهی بهبود یافته بود. آموزش پناهندگان ازجمله بهترین خدمات در اردوگاه‌ها به‌شمار می‌رفت، و عمدتاً بهتر از محیط اطراف حومه نپال بود. با این حال، پناهندگان بوتانی در نپال در شرایطی زندگی می‌کنند که توانایی محدودی برای کار کردن دارند و از حقوق پایه ای برخوردار نیستند. دو سازمان بشردوستانه دانمارک و کمک جهانی پزشکی از پناهندگان بوتانی در نپال پشتیبانی می‌کنند.
از سال ۲۰۰۹ جمعیت اردوگاه‌ها کاهش یافته‌است، با توجه به این کاهش، اردوگاه‌های گولد هالپ و تیمای با اردوگاه بلدانگی۲ ادغام شده‌است. ادارات در حال آماده شدن برای بستن یا ادغام اردوگاه‌های دیگر هستند و پیش‌بینی می‌شود عملیات اسکان مجدد پناهندگان ظرف ۱۰ سال کامل شود. تا سال ۲۰۱۵، تنها اردوگاه‌های بولگنگی و سانیزهارا با مجموع ۱۷۳۳۷ پناهنده باقی مانده‌است. با این حال، در حدود ۱۰٫۰۰۰ پناهنده در اردوگاه‌هایی به سر می‌برند، که یا واجد شرایط زیست نیستند یا نمی‌خواهند به آنجا بروند. افراد باقی مانده عمدتاً سالمندان هستند که به دلیل نداشتن پشتیبان دچار افسردگی، سوء مصرف مواد و خودکشی هستند.